# Rocinela garricki
Rocinela garricki är en kräftdjursart som beskrevs av Hurley 1957. Rocinela garricki ingår i släktet Rocinela och familjen Aegidae.
Artens utbredningsområde är havet kring Nya Zeeland. Inga underarter finns listade i Catalogue of Life.